# Relato
El relato es una narración estructurada en el que se representan sucesos mediante el lenguaje. Dicho de otra forma, un relato es el recuento, generalmente breve, de una serie de eventos ficticios o fruto de la imaginación.
Un relato puede hacerse con diferentes fines, como entretener a quien lo escucha o lo lee, ponerlo al tanto de lo ocurrido en alguna situación, o reinterpretar eventos ya conocidos y narrarlos desde otro punto de vista. De cualquier manera, el relato se logra a través del encadenamiento cohesionado y coherente de los eventos que componen la anécdota a contar, atribuyéndole un sentido global y embelleciéndolo con recursos poéticos y estilísticos como la metáfora, la hipérbole, la personificación, entre otros.

## Relato literario
Este tipo de relato es el que se encuentra en todas las  manifestaciones literarias como puede ser la leyenda, fábula, cuento, novela, epopeya, etcétera. Y por lo general se representa mediante la escritura. El relato construye a los personajes, a los acontecimientos, los tiempos y los espacios, y se desarrolla a partir de una, o varias, voces narrativas.

## Relato testimonial
Consiste en ayudar a la conservación de la memoria, o incluso crearla si no se tenía conocimiento alguno. Y cabe mencionar, el relato que se obtenga al final estará permeado por el contexto de quien habla.